# Borisav Stanković
Borisav "Bora" Stanković (kyrillisch Борисав "Бора" Станковић; * 31. März 1876 in Vranje; † 22. Oktober 1927 in Belgrad) war ein serbischer Schriftsteller.

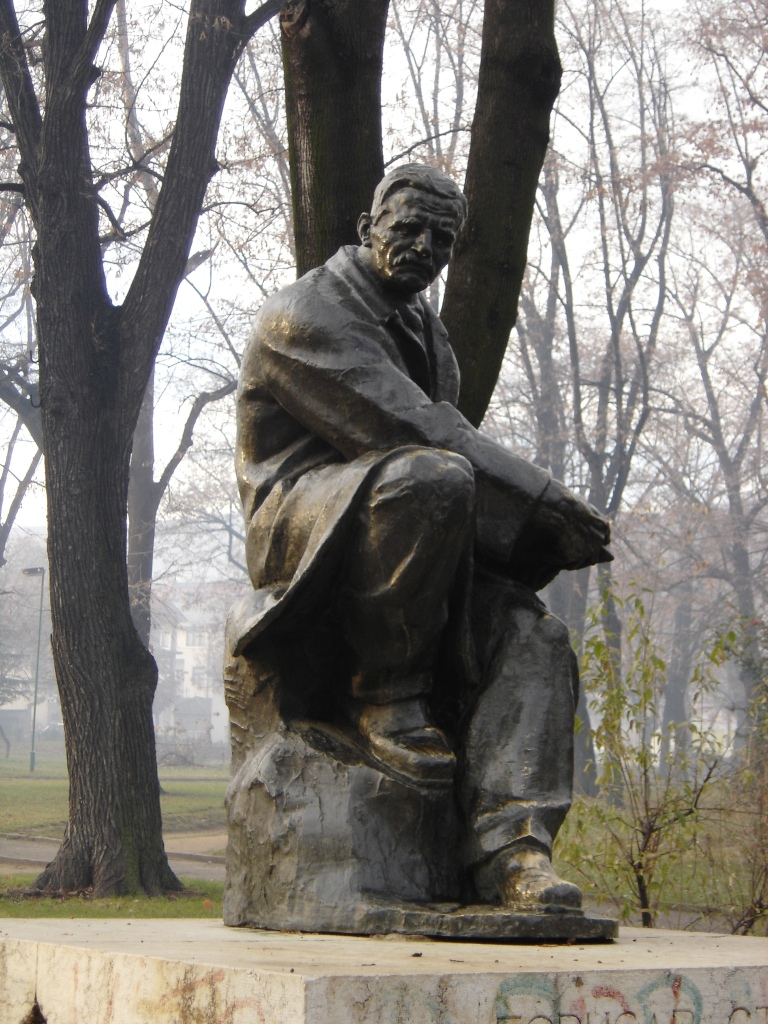
Borisav Stanković
(Denkmal im Geburtsort Vranje)

## Leben
Stanković besuchte die Schule in seiner südserbischen Heimatstadt Vranje und studierte an der Belgrader rechtswissenschaftlichen Fakultät, wo er danach als Beamter arbeitete. Während des Ersten Weltkrieges war er zunächst in Niš und dann in Montenegro, wo er gefangen genommen wurde. Nach dem Krieg arbeitete er im Justizministerium in Belgrad.

## Werke
Stanković war vorwiegend Prosaautor, der Romane und Erzählungen verfasste. Daneben schrieb er auch Theaterstücke. Er wird dem serbischen Realismus zugezählt. In seinen Werken herrscht die Thematik der untergehenden alten patriarchalischen Gesellschaftsstruktur und die Schilderung des stark orientalisch geprägten südlichen Serbiens vor.
Auf Deutsch sind von ihm der 1910 verfasste Roman Hadschi Gajka verheiratet sein Mädchen (Originaltitel: Нечиста крв), das 1902 erschienene Drama Koštana, das 1931 auch als Oper von P. Konjović vertont wurde, und der Band „Erzählungen vom Balkan“ erschienen.

## Nachleben
1975 veröffentlichte die jugoslawische Post eine Briefmarke zu Ehren von Borisav Stanković. Ein Schnellzug zwischen Belgrad und Skopje trägt auch seinen Namen.